# Czułpan Chamatowa
Czułpan Nailewna Chamatowa, ros. Чулпан Наилевна Хама́това (ur. 1 października 1975 w Kazaniu) – rosyjska aktorka pochodzenia tatarskiego.

## Życiorys
Pochodzi z rodziny inżynierów; jej ojciec Nail Chamatow był dyrektorem przedsiębiorstwa w Kazaniu. Studiowała matematykę i ekonomię na uniwersytecie w Kazaniu. Studia przerwała i przeniosła się na studia aktorskie w moskiewskim GITIS, pod kierunkiem Aleksieja Borodina. Od 1998 roku jest jedną z najważniejszych aktorek moskiewskiego teatru „Sowriemiennik”. Grała także w Młodzieżowym Teatrze Dramatycznym, Teatrze Łuny i Teatrze Antona Czechowa.
Od 1998 roku występuje również na srebrnym ekranie. Chamatowa wystąpiła w ponad pięćdziesięciu filmach fabularnych rosyjskich i zagranicznych. Do jej najbardziej znanych ról należą występy w filmach Good bye, Lenin!, 72 metry, Księżycowy tata, Lwia część oraz seriale Upadek imperium, Dzieci Arbatu, Doktor Żywago, Dostojewski i Popiół. Zasiadała w jury konkursu głównego na 63. MFF w Wenecji (2006).
W listopadzie 2006 roku założyła wspólnie z aktorką Diną Korzun fundację charytatywną „Podaruj Życie”, aby pomagać dzieciom z chorobami onkologicznymi i hematologicznymi.

### Życie prywatne
W wieku 14 lat przyjęła prawosławie. Pierwszym mężem Chamatowej był aktor i mim Iwan Wołkow, z którym rozwiodła się w 2002. Drugim mężem aktorki jest aktor i reżyser Aleksandr Szejn. Ma trzy córki.

## Role filmowe
- 1997: Czas tancerza jako Katia
- 1998: Kraj głuchych jako Rita
- 1999: Księżycowy tata jako Mamlakat Bugmuradowa
- 1999: Tuvalu jako Ewa
- 2000: Ja wam już nie wierzę jako Anna Timofiejewna
- 2001: Lwia część jako Dina
- 2003: Good bye, Lenin! jako Lara
- 2003: Hurensohn jako Silwia
- 2004: Dzieci Arbatu jako Waria
- 2004: 72 metry jako Nelli
- 2005: Garpastum jako Anica
- 2005: «Tatort» — Der doppelte Lott jako Larisa
- 2005: Upadek Imperium jako Olga Nesterowska
- 2006: Midsummer Madness jako Aida
- 2006: Doktor Żywago jako Lara
- 2006: Eine Liebe in Koenigsberg jako Nadieżda
- 2008: Meteoidiota jako Lia
- 2008: Kartkowy żołnierz jako Nina
- 2010: Dom Słońca jako Galina
- 2011: Dostojewski jako Maria Isajewa
- 2013: Garegin Nzhdeh jako Ephimeh
- 2013: Popiół jako Sonia

## Nagrody i wyróżnienia
- 1997: Nagroda Nika przyznawana przez Rosyjską Akademię Filmową za najlepszą filmową rolę żeńską (Czas tancerza).
- 1999: Nagroda Nika przyznawana przez Rosyjską Akademię Filmową za najlepszą filmową rolę żeńską (Księżycowy ojciec).
- 2003: Nagroda Czajka za najlepszą żeńską rolę komediową.
- 2004: Nagroda państwowa Federacji Rosyjskiej za rolę w spektaklu Dziennik Anne Frank[7].
- 2004: Złota Maska za rolę w spektaklu Mamapapasynsobaka[8].
- 2004: Tytuł Zasłużonej Artystki Federacji Rosyjskiej[9].
- 2005: Nagroda Nika Rosyjskiej Akademii Filmowej za najlepszą filmową rolę żeńską (Garpastum).
- 2006: Order Przyjaźni[10].
- 2007: Tytuł Kobiety Roku w Rosji przyznany przez pismo Glamour.
- 2008: Nagroda Nika Rosyjskiej Akademii Filmowej za najlepszą filmową rolę żeńską (Kartkowy żołnierz).
- 2012: tytuł Ludowy Artysta Federacji Rosyjskiej[2][11].